# Nyikolaj Konsztantyinovics Cserkaszov
Nyikolaj Konsztantyinovics Cserkaszov (Szentpétervár, 1903. július 27. – Leningrád, 1966. szeptember 14.) szovjet színész, ötszörös állami díjas, Lenin-díjas.

## Életpályája
Már 1918-ban statisztált a Mariinszkij Színházban. 1922-ben a Pantomim Színházhoz szerződött, ahol kitűnően hasznosította kedvező testi adottságait: nyurga termetét, hihetetlen ruganyosságát. 1923-ban beiratkozott a leningrádi színiiskolába. Itt alakított ki két évfolyamtársával, Borisz Petrovics Csirkovval és Pjotr Berjozovval későbbi nagy sikerű varieté- és cirkuszszámát, a Zoro, Huru és Charlie Chaplint. 1926-ban a leningrádi Ifjúsági Színház tagja lett. Később operettekben lépett fel, majd a Komédia vándorszínházhoz került. 1927-től szerepelt filmekben. 1933-ban hívták meg a Puskin Színházhoz. Tehetsége az 1930-as évek közepétől bontakozott ki, amikor egész sor, immár klasszikus értékű alakítással hívta fel magára a nemzetközi közvélemény figyelmét. Ilyen volt pl. a Viharos alkonyat érzelemgazdag Polezsajev professzora, a Grant kapitány gyermekei (1938) hórihorgas, bogaras Paganelje, a Nagy Péter (1937) apja ellen lázadó Alekszej cárevicse, Makszim Gorkij a Lenin 1918-ban (1939), Alekszandr Nyevszkij herceg  A jégmezők lovagjában (1938), a cár a Rettegett Ivánban.

## Munkássága
A könnyű műfajtól jutott el a drámáig. Szuggesztív erő, mélyről jövő átélés és hiteles, aprólékos jellemformálás tette emlékezetessé játékát. Humora könnyed, némileg excentrikus volt. Híres sokat emlegetett szerepe még a Rettegett Iván (1944-46), Don Quijote (1957), a bús képű lovag, és a Minden az embereké marad (1964) Dronov professzora.

## Magánélete
1929-1966 között Nyina Nyikolajevna Vejtbreht volt a felesége. Egy gyermekük született.

## Filmjei
- Költő és cár (Poet i car) (1927)
- Őméltósága (Его превосходительство) (1928)
- Az én fiam (Moj szin) (1928)
- A hold balról (Luna szleva) (1928)
- Szeretlek-e? (Ljublju li tyebja?) (1934)
- Jan Knukke házassága (Zsenityba Jana Knukke) (1935)
- Boldogság (Szcsasztye) (1935)
- Határ (Granyica) (1935)
- Nagy Péter (1937)
- A szovjet hazáért (Za szovjetszkuju rogyinu) (1937)
- Kalózok kincse (1938)
- A jégmezők lovagja (1938)
- Grant kapitány gyermekei (Gyetyi kapitana Granta) (1938)
- Barátok (Druzja) (1938)
- Lenin 1918 (Lenyin v 1918 godu) (1939)
- Megvédjük Caricint (Oborona Caricina) (1942)
- Szuhe-Bator (Jego zovut Szuhe-Bator) (1942)
- Rettegett Iván I.-II. (1944-1947)
- Az élet nevében (Vo imja zsiznyi) (1947)
- Hurrá, tavasz! (1947)
- Pirogov (1947)
- Új ház (Novij dom) (1947)
- Sztálingrádi csata I.-II. (1949)
- Szerencsés hajózást! (Szcsastlivogo plavanyija) (1949)
- Don Quijote (1957)
- Minden az embereké marad (Vszjo osztajotszja ljugyjam) (1964)

## Kötetei magyarul
- Egy szovjet színész feljegyzései; Művelt Nép, Bp., 1951
- Kulisszák mögött, kamerák előtt. A színész munkájáról fiataloknak; ford. Nemes G. Zsuzsanna; NPI, Bp., 1982

## Díjai
- Sztálin-díj (1941)
- a Szovjetunió népművésze (1947)